# زودیاک قاتل
زودیاک قاتل نام مستعار یک قاتل زنجیره‌ای ناشناس در شمال کالیفرنیا است که در اواخر دهه ۱۹۶۰ دست به قتل‌های سریالی زد. زودیاک پنج قربانی شناسایی‌شده را در منطقه خلیج سان فرانسیسکو بین دسامبر ۱۹۶۸ و اکتبر ۱۹۶۹ به قتل رساند که در مناطق روستایی، شهری و حومه شهر فعالیت می‌کردند. او سه زوج جوان و یک راننده تاکسی مرد را هدف قرار داد. این پرونده به عنوان «معروف‌ترین پرونده قتل قابل بحث حل‌نشده در تاریخ آمریکا» توصیف شده است و هم به یکی از عناصر فرهنگ عامه و هم به کانون تمرکز کارآگاهان آماتور تبدیل شده است.
حملات شناسایی‌شده زودیاک در بنیسیا ،والیو، شهرستان ناپا و سان فرانسیسکو انجام شد. پنج نفر از قربانیان همراه با جراحات شناسایی‌شده او جان باختند و دو نفر زنده ماندند. او نام خود را در مجموعه‌ای از نامه‌های طعنه‌آمیز که برای روزنامه‌های منطقه ارسال می‌کرد، ابداع کرد و در آن‌ها تهدید کرد که در صورت چاپ نشدن نامه‌ها به کشتار و بمب‌گذاری خواهد پرداخت. برخی از این نامه‌ها شامل رمزنگاری یا سایفر بود که در آن او ادعا می‌کرد که قربانیان خود را به عنوان برده برای زندگی پس از مرگ جمع‌آوری می‌کند.
از چهار سایفری که زودیاک تولید کرد، دو سایفر حل نشده باقی مانده است و جدیدترین آن در سال ۲۰۲۰ حل شد. آخرین نامه تأیید شده زودیاک در سال ۱۹۷۴ بود، زمانی که او ادعا کرد که ۳۷ قربانی را کشته است. نامه‌های رمزگشایی شده ۴۸۰ و ۳۴۰ کارکتری هستند. نامه‌های رمزگشایی نشده هم دارای ۳۲ و ۱۳ کارکتر هستند. در ابتدا کارآگاهان به امید اینکه کسی بتواند کدها را بشکند اقدام به بازنشر عمومی آن کردند و در تلویزیون یک زوج که معلم تاریخ بودند با دیدن نامه و با این ترفند که این نامه از طرف یک قاتل زنجیره ای‌ست باید در جایی از آن کلمه (kill: کشتن) استفاده شده باشد و بعد از یافتن این کلمه موفق به رمزگشایی نامه ۴۸۰ کاراکتری شدند هرچند آنها نتوانستند ۱۹ کاراکتر آخر نامه را رمز گشایی کنند. نامه دوم نیز به کمک مهندسین و ریاضی دانان توسط یک سوپرکامپیوتر رمزگشایی شد. آنها معتقدند که آنچه که سبب طولانی شدن رمزگشایی و شکست‌های زیادی در این راه شده این است که زودیاک نامه‌های بدون رمز خود را با غلط‌های املایی زیادی می‌نوشته و با همان بی دقتی هم آنها را رمزگذاری می‌کرده است. زودیاک با وجود این بی‌دقتی‌ها، نامه‌های طعنه آمیز، ردپاهایی از خود به جا گذاشته و میل شدیدی که به اغوا کردن پلیس و مطبوعات پیگیر پرونده داشت، همچنان دستگیر نشده است. او ادعا کرد که یکی از قربانیانش چری جو بیتس بوده است که در سال ۱۹۶۶ در ریورساید به قتل رسید، اما هرگز ارتباطی بین این دو اثبات نشد.
در حالی که تئوری‌های زیادی در مورد هویت قاتل مطرح شده است، تنها مظنونی که تاکنون علناً از آن نام برده شده است، آرتور لی آلن، معلم سابق مدرسه ابتدایی و مجرم جنسی محکوم شده بود که در سال ۱۹۹۲ درگذشت.
ماهیت غیرمعمول این پرونده منجر به جلب توجه بین‌المللی شد که در طول سال‌ها حفظ شده است. اداره پلیس سان فرانسیسکو این پرونده را در سال ۲۰۰۴ «غیرفعال» اعلام کرد، اما قبل از سال ۲۰۰۷ دوباره آن را باز کرد. این پرونده همچنین در شهر والیو و همچنین در شهرستان‌های ناپا و سولانو همچنان باز است. وزارت دادگستری کالیفرنیا از سال ۱۹۶۹ یک پرونده باز در مورد قتل‌های زودیاک نگهداری می‌کند.

## قتل‌ها و مکاتبات

### حملات تأیید شده
زودیاک قاتل در نامه‌های خود به مطبوعات ادعا می‌کرد که ۳۷ نفر را کشته است. کارآگاهان پرونده از این بین تعداد هفت قربانی مورد حمله قرار گرفته را تأیید کردند که پنج نفر از آن‌ها کشته شده و دو نفر زنده ماندند. این حملات تأیید شده عبارتند از:
- دیوید آرتور فارادای (۱۷ ساله) و بتی لو جنسن (۱۶ ساله) در ۲۰ دسامبر ۱۹۶۸ در جادهٔ دریاچهٔ هرمن واقع در شهر بنیسیا، کالیفرنیا به ضرب گلوله کشته شدند.
- مایکل رنالت مگئو (۱۹ ساله) و دارلین الیزابت فرین (۲۲ ساله) در حوالی نیمه شب ۴ و ۵ ژوئیهٔ ۱۹۶۹ در پارکینگ بلو راک اسپرینگز پارک والیو مورد اصابت گلوله قرار گرفتند. مگئو زنده ماند؛ مرگ فرین در بدو ورود به بیمارستان کایزر پرمننته اعلام شد.
- برایان کلوین هارتنل (۲۰ سال) و سیسیلیا ان شپرد (۲۲ ساله) در ۲۷ سپتامبر ۱۹۶۹ در دریاچهٔ بریسا واقع در شهرستان ناپا، کالیفرنیا با چاقو مورد حمله قرار گرفتند. هارتنل با وجود جراحات ناشی از هشت شلیک تفنگ در پشت خود زنده ماند. اما شپرد سه روز بعد درگذشت. قاتل با لباس یکدست مشکی یک کلاه جلادی به سر و عینک آفتابی روی چشم به طرف آن‌ها اسلحه گرفته و کیف پول و سوئیچ ماشین آن‌ها را درخواست کرده سپس چند بند همراه خود داشته و از شپرد می‌خواهد تا دستان هارتنل را ببندد و بعد خود می‌آید گرهٔ بند را سفت کرده دستان شپرد را می‌بندد و سپس با چاقو زدن به پشت برایان هارتنل ضربه می‌زند و هر دو را با ضربات متوالی چاقو می‌زند. جای چکمه‌های نظامی در صحنهٔ قتل از قاتل نیز به‌دست آمد.
- پاول لی استاین (۲۹ ساله) یک رانندهٔ تاکسی بود که در ۱۱ اکتبر ۱۹۶۹ در محلهٔ پرسیدیوهایت شهر سان فرانسیسکو در تقاطع واشینگتن و چری مورد اصابت گلوله قرار گرفت و کشته شد. آن‌طرف خیابان چند کودک از پشت پنجرهٔ خانه‌شان مسافر را می‌بینند که دارد در صندلی جلو، کاری با راننده می‌کند. ابتدا تصور می‌کنند درگیری میان آن دو صورت گرفته در هر صورت با پلیس تماس می‌گیرند. کارآگاه دیوید تاسکی به همراه دستیارش ویلیامز و گروه‌شان به محل قتل اعزام می‌شوند. کیف پول راننده و سوئیچ ماشین هم نبود. روی صندلی عقب یک جفت دستکش مردانهٔ مشکی سایز هفت قرار داشت. بر پایه گزارش‌های تاکسی راننده می‌بایست مسافر را در تقاطع واشینگتن و میپل پیاده کند. اما اینکه چرا جلوتر آمده و در تقاطع واشینگتن و چری توقف کرده است هنوز یک راز است. طرح معروفی از چهرهٔ قاتل بر پایه گفتهٔ یکی از بچه‌ها که برای لحظات کوتاهی مسافر را دیده بود به‌دست می‌آید. قاتل قطعه‌ای از لباس مقتول را جدا و برای روزنامهٔ سان‌فرانسیسکو کرونیکل ارسال کرد. همچنین یک نمونه اثر انگشت خونی ناقص همانجایی که طبق گفته شاهدان مسافر آخرین بار ماشین را لمس کرده هم به‌دست آمد.

### قتل‌های جاده دریاچه هرمن

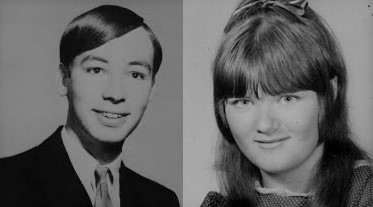
دیوید آرتور فارادی و بتی لو جنسن

اولین قتلی که به‌طور گسترده به زودیاک نسبت داده شد تیراندازی به دانش‌آموزان دبیرستانی بتی لو جنسن و دیوید آرتور فارادی در ۲۰ دسامبر ۱۹۶۸ بود. جنسن یک دانش آموز ۱۶ ساله در دبیرستان هوگان بود و در شب بیستم دسامبر قرار عاشقانه‌ای با فارادی، دانش آموز ۱۷ سالهٔ هم محلی خود در دبیرستان والیو داشت. فارادی ساعت ۸ شب با ماشین مادرش به سمت خانه جنسن رفت و آن‌ها ساعت ۸:۳۰ از خانه جنسن حرکت کرده و به سمت خانه یکی از دوستان جنسن رفتند. مدتی بعد از ساعت ۹، آنها به سمت حوالی والیو حرکت کردند و در خط مخصوص عاشقان در جاده دریاچه هرمن پارک کردند. یک موتور سوار در حین عبور بین ساعت ۱۰:۱۵ تا ۱۰:۳۰ متوجه این زوج شد که در کنار جاده دریاچه هرمان، روی شن‌های رواناب در نزدیکی دروازه ایستگاه پمپاژ آب پارک کرده بودند. آن‌ها دوباره در ساعت ۱۱ نیز مشاهده شدند.
این زوج بین ساعت ۱۱:۰۵ تا ۱۱:۱۰ مورد حمله قرار گرفتند. طبق تشخیص پلیس یک مهاجم ناشناس، خودروی خود را در نزدیکی خودروی فارادی، در حدود ۳ متر فاصله با در سمت مسافر خودرو پارک کرده است. قاتل وسیله نقلیه خود را ترک کرد و به خودروی این زوج نزدیک شده و چندین گلوله به داخل آن شلیک کرد. گلوله‌ها به قطعات مختلف خودرو اصابت کرد اما به این زوج برخوردی نداشت. احتمال بر این است که او سعی داشته آن‌ها را مجبور به ترک وسیله نقلیه کند. هر دو سعی کردند از در سمت مسافر خارج شوند. جنسن توانست بیرون بیاید. در هنگام خروج فارادی، ضارب با یک تفنگ کالیبر ۲۲ به سر او شلیک کرد. ضارب شروع به تعقیب جنسن کرد که در حال فرار بود. او شش گلوله به سمت او شلیک کرد و پنج گلوله به پشت او اصابت کرد. سپس با وسیله نقلیه خود آنجا را ترک کرد. پلیس تصور می‌کند که کل حمله دو تا سه دقیقه طول کشیده است.
یک موتورسوار در حال عبور، اجساد این زوج را در ساعت ۱۱:۱۰ مشاهده کرد. او در جاده رانندگی کرد و خود را به یک ماشین گشت پلیس برای ارائه گزارش صحنه رساند. مأموران داخل خودرو بلافاصله راهی محل شدند. جنسن مرده اعلام شد و فارادی هنوز نفس می‌کشید. او به بیمارستان منتقل شد، اما بر اثر شدت جراحات جان باخت. پلیس نتوانست هیچ اثر لاستیک قابل استفاده یا رد پای ضارب را پیدا کند و شاهدی نیز وجود نداشت. آنها نتوانستند انگیزه ای غیر از «دیوانه بودن» قاتل پیدا کنند. تحقیقات فشرده‌ای در ماه‌های بعد انجام شد، اما هیچ مظنون قابل قبولی پیدا نشد. این قتل به‌طور گسترده توسط رسانه‌ها پوشش داده شد.
تا هفت ماه پس از قتل، فعالیتی از سمت زودیاک قاتل دیده نشد. نویسنده مایکل کلهر و دیوید ون نیس اظهار دارند که این یک «دوره خونسرد شدن» برای تفکر بر اعمال خود بود که اکثر قاتلان زنجیره‌ای تجربه می‌کنند.

### قتل بلو راک اسپرینگز
پیش زمینه
دارلین فرین و مایکل مگئو حدود نیمه شب ۴ و ۵ ژوئیه ۱۹۶۹ مورد اصابت گلوله قرار گرفتند. فرین ۲۲ ساله بود و به دلیل شغلش در یک رستوران محلی در بین بسیاری از افراد جامعه محبوبیت داشت. او در آنجا با مایکل مگئو که ۱۹ ساله بود آشنا شد. علی‌رغم اینکه دارلین هنوز با شوهرش دین فرین ازدواج کرده بود آن‌ها با هم دوست شدند و در ۴ ژوئیه قرار عاشقانه گذاشتند. بعد از ساعت ۱۱:۳۰ آن شب، فرین در خانه اش یک تماس تلفنی که احتمالاً از سمت مگئو بود دریافت کرد. او خانه را ترک کرده و حدود ساعت ۱۱:۵۰ به خانه مگئو رسید.
پس از آن، حقایق این پرونده «پر از اظهارات متناقض و حدس و گمان‌های غیرشفاف» می‌شود. برخی از اطلاعات از پژوهش‌های رابرت گری‌اسمیت، محقق زودیاک به دست آمده است. ظاهراً بلافاصله پس از خروج فرین و مگئو از خانه، آن‌ها به این باور رسیده یا متوجه شدند که توسط مردی با یک ماشین رنگ روشن تعقیب می‌شوند. به دلایلی، دارلین شروع به رانندگی در خارج از شهر در جهت جاده دریاچه هرمن کرد. کمی قبل از نیمه شب، او ماشین را به پارکینگ خالی بلو راک اسپرینگز پارک رساند. دو مایلی جاده دریاچه هرمن، یکی دیگر از مناطق محبوب برای زوج‌ها بود. فرین در فاصله ۲۰ متری به ورودی پارکینگ خودرو پارک کرد و خیلی زود، وسیله نقلیه دیگری در فاصله ۲۰ متری سمت چپ آن‌ها پارک کرد. راننده مرد ناشناس چراغ‌های جلو را خاموش کرد و بی حرکت پشت فرمان نشست. مگئو پرسید که راننده کیست و فرین به‌طور مبهم پاسخ داد که نگران این موضوع نباشد. سپس راننده با سرعت خیلی زیاد از پارکینگ خارج شد.
شلیک
پنج دقیقه بعد، راننده برگشت و چند متری خودروی فرین در سمت در مسافر پارک کرد. از ماشینش خارج شد و به ماشین فرین نزدیک شد. مرد چراغ قوه‌ای را به داخل ماشین تاباند. این زوج با تصور اینکه او یک افسر پلیس است پنجره را پایین کشیدند. مرد هیچ صحبتی نکرد و با اسلحه به داخل ماشین شلیک کرد. یک گلوله به بازوی راست مگئو اصابت کرد و گلوله‌ای دیگر به گردن فرین اصابت کرد که باعث شد به سمت فرمان خم و بی‌حرکت شود. مگئو سعی کرد ماشین را ترک کند، اما دستگیره در سمت سرنشین گم شده بود یا برداشته شده بود. ضارب از ماشین فرین دور شد و به سمت ماشین خودش برگشت. او بلافاصله آنجا را ترک نکرد، بلکه در ماشینش را باز کرد و کاری کرد که مگئو نمی‌توانست ببیند. او به عقب به مگئو نگاه کرد که در تلاش بود از ماشین فرین پیاده شود و به سرعت به سمت او برگشت. چهار گلوله دیگر، دو گلوله به سمت هر نفر شلیک شد. مهاجم به سرعت به سمت ماشین خود حرکت کرد و پارکینگ را ترک کرد. صدای شلیک توسط سرایدار زمین گلف شنیده شد و او آن را ساعت ۱۲:۱۰ بامداد تخمین زد. قاتل هیچ سرنخی از خود باقی نگذاشت.

## مظنون‌ها
- آرتور لی آلن
- لارت
- دیوید زنیسکی[۲۱]
- راس سالیوان
- لارنس کین
- ایرل ون بست جونیور
- دونالد لی بویوک
- لوئیز مایرز
- مارینا لن کویین

## احتمال زنده بودن زودیاک
لیندو لافرتی، یک پلیس گشت زن بازنشسته، در سال ۲۰۱۲ در کتاب خود (The Zodiac Killer Cover-Up) مدعی شد که زودیاک همچنان زنده و با ۹۲ سال سن ساکن شهرستان سولانو است.

## رمزگشایی نامه دوم
سومین نامه از چهار نامه رمزگذاری شده زودیاک در دسامبر ۲۰۲۰ رمزگشایی شد. او در این نامه نوشته بود: امیدوارم از اینکه دنبال من می‌گردید بهتون خیلی خوش بگذره. اون کسی که تو تلویزیون نشون دادید من نبودم. من از اتاق گاز نمی‌ترسم برای اینکه من رو مستقیم به بهشت می‌بره چون حالا به اندازه کافی، برده دارم که برای من کار کنن».

## در فرهنگ عامه
جنایت‌ها، پیام‌ها و نامه‌های رمزدار زودیاک تاکنون الهام بخش تولید بسیاری از فیلم‌ها، رمان‌ها و برنامه‌های تلویزیونی بوده است که معروف‌ترین آن‌ها فیلم سینمایی زودیاک به کارگردانی دیوید فینچر است.